# Esametilen-bis-acetammide
La esametilen-bis-acetammide, nota anche come HMBA, è la diammide acetica dell'esametilendiammina.
A temperatura ambiente è un composto solido.
Questo composto si è rivelato dotato di interessanti proprietà biologiche. Esso è capace di indurre il differenziamento di cellule maligne in coltura, sia animali che umane, derivate da svariati tipi di tessuto tumorale.
Il suo meccanismo principale sembrerebbe l'inibizione delle istone deacetilasi, enzimi nucleari zinco-dipendenti che rimuovono i gruppi acetilici dagli istoni. Il motivo risiede nella notevole somiglianza chimica tra la HMBA ed un residuo di lisina acetilata. Questa manovra porta alla persistente acetilazione degli istoni e ad un'espressione genica incontrollata che risulta catastrofica per le cellule.
Sono stati scoperti altri meccanismi addizionali con cui la HMBA arriva a provocare questo fenomeno, tra cui l'attivazione di alcune chinasi calcio/lipide-dipendenti (o proteina chinasi C), la soppressione delle chinasi Janus (Janus Kinases; JAKs) e delle MAP-chinasi ed infine l'espressione di proteine specifiche (HEXIM-1).
Non ultimo, sembra che la HMBA possa, una volta dentro la cellula, essere riconvertita ad esametilendiammina ed influenzare direttamente il rilascio di ioni Ca2+ dai depositi intracellulari.